# Bakuto
Les bakuto (博徒) étaient des joueurs professionnels itinérants au Japon des années 1700 jusqu'au milieu du XXe siècle. Ce sont les précurseurs des yakuzas.

## Historique
Les bakuto sillonnaient le Japon féodal, jouant aux jeux traditionnels, tels le hanafuda ou les dés. C'étaient pour la plupart des parias, qui vivaient en dehors des lois et des normes de la société ; toutefois, au cours de la période Tokugawa, ils ont parfois été embauchés par les gouvernements locaux pour jouer avec les travailleurs et regagner leur rémunération en échange d'un pourcentage.
Beaucoup de bakuto décoraient leur corps avec des irezumi (tatouages) élaborés. Les yakuzas ont perpétué cette tradition jusqu'à aujourd'hui.
Durant l'époque d'Edo, après l'entrée en vigueur du sankin-kōtai, qui imposait, une année sur deux, à tout daimyo de se rendre pour un an à la capitale shogunale, Edo, les bakuto s'organisèrent en une corporation des joueurs professionnels, à côté de celle des tekiya qui formaient celle des camelots ambulants. Ils tenaient des auberges dans les shukuba (relais) distribués le long des axes routiers empruntés par les processions de seigneurs féodaux circulant entre leur fief et Edo,. Les bakuto ont par la suite élargi leurs activités en devenant usuriers notamment, activité encore pratiquée par les yakuzas. Ils se sont rassemblés avec les tekiya, pour former cette nouvelle criminalité.
Jusqu'en 1900, certaines organisations de yakuzas travaillant dans le jeu se décrivaient comme des groupes de bakuto. Mais cette appellation est maintenant dépassée et la plupart des groupes de bakuto ont finalement été absorbés par de plus vastes clans. Par exemple, le Honda-kai a été fondé sous le nom de Kobe-bakuto et s'est allié après la Seconde Guerre mondiale avec le Yamaguchi-gumi, mais il a rapidement été englobé par celui-ci.

## Anecdote
- Zatoichi, le joueur aveugle présent dans de nombreux films japonais, est un bakuto.